# Абаза Володимир Миколайович
Володи́мир Микола́йович Абаза́ (нар.10 грудня 1873 — пом.?) — підполковник Армії Української Народної Республіки.

## З життєпису
Володимир Абаза народився 10 грудня 1873 року. Походив з дворян Катеринославської губернії. 8 червня 1894 року вступив на військову службу однорічником 2-го розряду до 135-го піхотного Керч-Єнікольського полку. З 1 лютого 1895 року служив у Перекопському резервному батальйоні. У 1899 році закінчив Одеське піхотне юнкерське училище за 2-м розрядом, служив підпрапорщиком у 6-му піхотному Лібавському полку. 20 грудня 1907 року перевівся у Катеринослав до 133-го піхотного Сімферопольського полку.
Першу світову війну почав капітаном, командиром 5-ї роти Сімферопольського полку. Був нагороджений усіма орденами до Святого Володимира IV ступеня з мечами та биндою, а також Георгіївською зброєю (14 лютого 1915 року). 2 квітня 1915 року прийняв командування 1-им батальйоном полку. 24 серпня 1915 року потрапив до австро-угорського полону. Перебуваючи у полоні був підвищений до звання підполковника.
З початку 1918 року брав участь у створенні 1-ї козацько-стрілецької дивізії військ Центральної Ради. З жовтня 1918 року — командир 4-го Сірожупанного полку армії Української Держави. З 19 листопада 1918 року — начальник 1-ї козацько-стрілецької (Сірожупанної) дивізії військ Директорії. З 17 січня 1919 року — помічник начальника цієї дивізії. З 12 березня 1919 року — знову начальник дивізії.
16 травня 1919 року потрапив у Луцьку до польського полону. Командуванням Дієвої армії УНР називався одним із винуватців т. зв. Луцької катастрофи. Перебував у таборах інтернованих у Вадовицях та Ланцуті. У 1920 році — начальник збірної станиці вояків-українців у Ланцуті. З 20 квітня 1921 року — командир 45-го стрілецького куреня 5-ї Херсонської дивізії Армії УНР.
У клопотанні про підвищення до рангу полковника було відмовлено через т. зв. Луцьку катастрофу. Помилково згадується в літературі як полковник та генерал-хорунжий.
У 1920-х рр. жив на еміграції у Польщі. Брав активну участь у діяльності ветеранських організацій Армії УНР. Подальша доля невідома.